# Konrad I Wirtemberski
Konrad I Wirtinisber (Wirdeberch) – pierwszy pan na zamku Wirtemberg. Panował w latach 1083–1110, pierwsza wzmianka o nim pochodzi z 1081 roku. 
Konrad był synem pana na Beutelsbach, prawdopodobnie potomkiem księcia Konrada I i Konrada II. Jego brat Bruno Beutelsbach (1105–1120) był opatem klasztoru w Hirsau, siostra Liutgarda wyszła za niejakiego Werntruda.
Około 1083 roku wybudował na wzgórzu zamek Wirtemberg, tam zamieszkał i przyjął nazwisko od jego nazwy.
Był oponentem cesarza Henryka IV. Potwierdzeniem może być to, że o konsekrowanie kaplicy na zamku poprosił biskupa Wormacji – przeciwnika króla, a nie biskupa Konstancji, na którego terenie leżał zamek.